# Platycerota spilotelaria
Platycerota spilotelaria är en fjärilsart som beskrevs av Walker 1862. Platycerota spilotelaria ingår i släktet Platycerota och familjen mätare. Inga underarter finns listade i Catalogue of Life.